# NGC 7003
NGC 7003 (również PGC 65887 lub UGC 11662) – galaktyka spiralna (Sbc), znajdująca się w gwiazdozbiorze Delfina. Odkrył ją Heinrich Louis d’Arrest 26 sierpnia 1864 roku.
W galaktyce tej zaobserwowano supernową SN 2011dk.